# パットン・オズワルト
パットン・オズワルト（Patton Oswalt, 1969年1月27日 - ）はアメリカ合衆国バージニア州出身のコメディアン・俳優・声優・脚本家。

## 来歴
1969年、バージニア州ポーツマス生まれ。父親はアメリカ海兵隊へ所属していた。“パットン”という名前は、ジョージ・パットンにちなんでいる。父親の仕事の関係で、幼少期から様々な場所を転々としたのち、バージニア州の高校を卒業。大学時代は英文学を専攻した。
1980年代後半からスタンダップ・コメディアンとしてキャリアをスタート。徐々にコメディアンとしての才能が認知されると同時に、1995年からはマッドTV!へライターとしての才能も開花させる。同番組への出演がきっかけで、俳優として映画やテレビドラマへも出演するようになった。アメリカ国内では、ケヴィン・ジェームズ主演のシットコムの『King of Queens』のスペンサー役でも知られている。1999年にはポール・トーマス・アンダーソン監督の意欲作『マグノリア』などにも顔を見せている。
2007年には、ピクサー・アニメーション・スタジオが製作したアニメーション映画『レミーのおいしいレストラン』の主人公でネズミのレミーの声も担当。それ以降も精力的に活動を続け俳優、声優としての地位を確立していった。近年ではシャーリーズ・セロンが落ちぶれた女流作家を演じた『ヤング≒アダルト』へも準主役で出演。セロン演じる主人公と恋仲に落ちる足が不自由な中年男を演じて印象を残した。コメディアンとしての活動も継続しており、いくつかのアルバムも発売した。

## 私生活
2005年に脚本家・ライターのミシェル・マクナマラと結婚し、2009年に娘アリスも生まれている。妻ミシェルは2016年4月に病死。彼女は死の直前まで70～80年代カリフォルニアで起きた未解決連続的暴行・殺人事件、通称「黄金州の殺人鬼」事件の真相に迫るノンフィクション作品を執筆していた。パットンは亡き妻の意思を継いで、この作品を2018年2月に出版。その直後の2018年4月24日、長年にわたり未解決であった黄金州の殺人鬼事件の容疑者がカリフォルニア州にて逮捕された。
警察は、この本が犯人逮捕に重要な役割を果たしたことはないと発表している。
2017年11月に女優のメレディス・サレンジャーと再婚した。

## 出演作品

### 映画
| 年   | 題名                                                                 | 役名                         | 備考                      |
| ---- | -------------------------------------------------------------------- | ---------------------------- | ------------------------- |
| 1996 | イン・ザ・ネイビー Down Periscope                                    | 無線技師                     |                           |
| 1999 | マン・オン・ザ・ムーン Man on the Moon                               | ブルーカラーの男性           |                           |
| 1999 | マグノリア Magnolia                                                  | デルマー・ダリオン           |                           |
| 2001 | ズーランダー Zoolander                                               | サルのカメラマン             |                           |
| 2003 | カレンダー・ガールズ Calendar Girls                                  | ラリー                       |                           |
| 2004 | TAXI NY Taxi                                                         | 押収品係の警官 エディ        |                           |
| 2004 | ブレイド3 Blade: Trinity                                             | ヘッジス                     |                           |
| 2004 | スタスキー&ハッチ Starsky and Hutch                                  | ディスコDJ                   |                           |
| 2006 | 恋するレシピ 〜理想のオトコの作り方〜 Failure to Launch              | 専門家の男性                 |                           |
| 2007 | ポリス・バカデミー/マイアミ危機連発! Reno 911!: Miami                | ジェフ・スポーダー           |                           |
| 2007 | クライモリ デッド・エンド Wrong Turn 2: Dead End                     | トミー                       | 声の出演                  |
| 2007 | レミーのおいしいレストラン Ratatouille                               | レミー                       | 声の出演                  |
| 2007 | 燃えよ!ピンポン Balls of Fury                                        | ザ・ハンマー                 |                           |
| 2008 | セックス・カウントダウン Sex and Death 101                           | フレッド                     |                           |
| 2009 | オブザーブ・アンド・レポート Observe and Report                      | ロジャー                     |                           |
| 2009 | インフォーマント! The Informant!                                     | エド・ハーブスト             |                           |
| 2011 | ヤング≒アダルト Young Adult                                          | マット・フリーハウフ         |                           |
| 2012 | エンド・オブ・ザ・ワールド Seeking a Friend for the End of the World | ローチ                       |                           |
| 2013 | オッド・トーマス 死神と奇妙な救世主 Odd Thomas                       | オジー・P・ボーン            |                           |
| 2013 | LIFE! The Secret Life of Walter Mitty                                | トッド・マーヘル             |                           |
| 2014 | 22ジャンプストリート 22 Jump Street                                  | アメリカ史の教授             | ノンクレジット            |
| 2016 | Mr.&Mrs. スパイ Keeping Up with the Joneses                          | スコーピオン                 |                           |
| 2017 | ザ・サークル The Circle                                              | トム・ステントン             |                           |
| 2017 | 500ページの夢の束 Please Stand By                                    | フランク                     |                           |
| 2018 | ホワイト・ボイス Sorry to Bother You                                 | ブランクの白人風の声         | 声の出演                  |
| 2019 | ペット2 The Secret Life of Pets 2                                    | マックス                     | 声の出演 ルイ・C・Kの後任 |
| 2021 | エターナルズ Eternals                                                | ピップ                       | 声の出演                  |
| 2022 | I Love My Dad                                                        | チャック                     | 兼製作                    |
| 2024 | ゴーストバスターズ/フローズン・サマー Ghostbusters: Frozen Empire    | ヒューバート・ワルツキー博士 |                           |

### テレビシリーズ
| 年        | 題名                                                                       | 役名                                            | 備考                                                     |
| --------- | -------------------------------------------------------------------------- | ----------------------------------------------- | -------------------------------------------------------- |
| 1994      | となりのサインフェルド Seinfeld                                            | ビデオストアの店員                              | 第6シーズン第5話「ジェリーの新しいソファ」               |
| 2003-2007 | キム・ポッシブル Kim Possible                                              | ディメンター教授                                | 声の出演 計10話出演                                      |
| 2007      | スポンジ・ボブ SpongeBob SquarePants                                       | ジム                                            | 声の出演 第5シーズン第2話「伝説のフライ係/ナイトライト」 |
| 2007-2008 | アメリカン・ダッド American Dad!                                           | ボブ                                            | 声の出演 計2話出演                                       |
| 2009      | ドールハウス Dollhouse                                                     | ジョエル・マイナー                              | 計2話出演                                                |
| 2009-2010 | コミ・カレ!! Community                                                     | ジャッキー                                      | 計2話出演                                                |
| 2012      | バーン・ノーティス 元スパイの逆襲 Burn Notice                              | コリン・シュミット                              | 計3話出演                                                |
| 2012-2013 | チャーリー・シーンのハーパー★ボーイズ Two and a Half Men                   | ビリー・スタンホープ                            | 計5話出演                                                |
| 2012-2017 | ザ・シンプソンズ The Simpsons                                              | T-レックス                                      | 声の出演: 第24シーズン第7話「目指せ、クールダディー」    |
| 2012-2017 | ザ・シンプソンズ The Simpsons                                              | バートの罪悪感                                  | 声の出演: 第28シーズン第15話「サニーという名の帽子」     |
| 2013      | パークス・アンド・レクリエーション Parks and Recreation                    | ガース・ブランドン                              | 第5シーズン第19話「Article Two」                         |
| 2013-2015 | JUSTIFIED 俺の正義 Justified                                               | ボブ・スウィーニー                              | 計6話出演                                                |
| 2013-2023 | それいけ! ゴールドバーグ家 The Goldbergs                                   | ナレーター                                      | 計121話声の出演（クレジット無し）                        |
| 2014      | 第29回インディペンデント・スピリット賞 29th Independent Spirit Awards      | 本人                                            | 司会                                                     |
| 2014      | モダン・ファミリー Modern Family                                           | ダッキー                                        | 第5シーズン第18話「ベガスで大はしゃぎ」                  |
| 2014-2020 | エージェント・オブ・シールド Agents of S.H.I.E.L.D.                        | エリック / ビリー / サム / サーストン・ケーニグ | 計10話出演                                               |
| 2014-2020 | ボージャック・ホースマン BoJack Horseman                                   | 複数の役                                        | 計14話声の出演                                           |
| 2015      | バトル・クリーク 格差警察署 Battle Creek                                   | ハーディ                                        | 第6話「狙われた朝食」                                    |
| 2016      | パットン・オズワルトの拍手ちょうだい!! Patton Oswalt: Talking for Clapping | スタンドアップコメディ                          | Netflix                                                  |
| 2017      | パットン・オズワルトのこの世はカオス Patton Oswalt: Annihilation           | スタンドアップコメディ                          | Netflix                                                  |
| 2017-2019 | Happy!                                                                     | ハッピー                                        | 計18話声の出演                                           |
| 2020      | パットン・オズワルトのみんな愛してるよ Patton Oswalt: I Love Everything    | スタンドアップコメディ                          | Netflix                                                  |
| 2021      | サンドマン The Sandman                                                     | マシュー                                        | 計7話声の出演 Netflix                                    |
| 2024      | 1%クラブ（クイズ番組） The 1% Club                                         | 本人                                            | 司会 Amazon Prime Video                                  |
| TBA       | Among Us                                                                   | 白いアモングアス・ガイ                          |                                                          |

### アルバム
- Feelin' Kinda Patton (2004年)
- 222 (2004年)
- Werewolves and Lollipops (2007年)